# Canciones (álbum de Alejandro Lerner)
Canciones es el quinto álbum del cantante argentino Alejandro Lerner.

## Canciones
1. Equivocado
2. Igual a los demás (la verdadera historia de Superman)
3. Mírame
4. Cantando en sol mayor
5. Te extraño
6. Se busca Presidente
7. Ya vine a la vida
8. La Bella Durmiente y yo
9. Vivir viviendo
10. Muchacha (ojos de papel)